# Giro temporal inferior
El giro temporal inferior es una circunvolución del cerebro. Constituye la tercera circunvolución temporal. Determina el borde lateral del hemisferio cerebral y se extiende por su cara inferior.